# 西里西亚博物馆 (卡托维兹)
卡托维兹西里西亚博物馆（波蘭語：Muzeum Śląskie w Katowicach）是波兰卡托维兹的一座博物馆。

## 历史

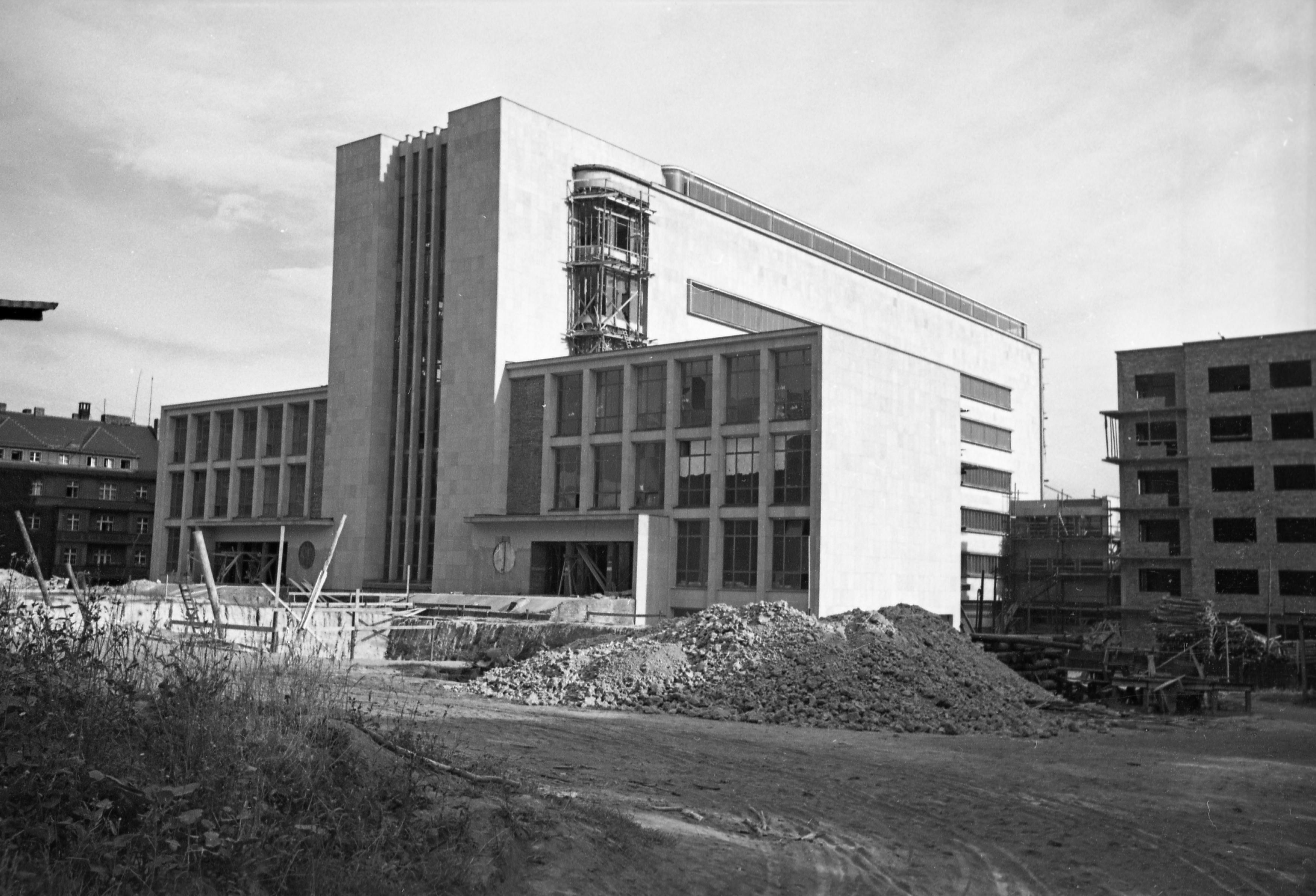
被德意志國防軍摧毁的西里西亚博物馆大楼

该博物馆由西里西亚议会于1929年创建，当时该地区正从西里西亚起义中恢复。在战间期, 卡托维兹的西里西亚博物馆是波兰最大的博物馆之一。1940年，德国人将藏品带到博伊滕，拆毁了这座建筑。1984年，博物馆在原大酒店恢复。2015年迁往新馆址，此处为卡托维兹煤矿遗址，保留了旧建筑，但主要的展览空间位于矿井的地下。

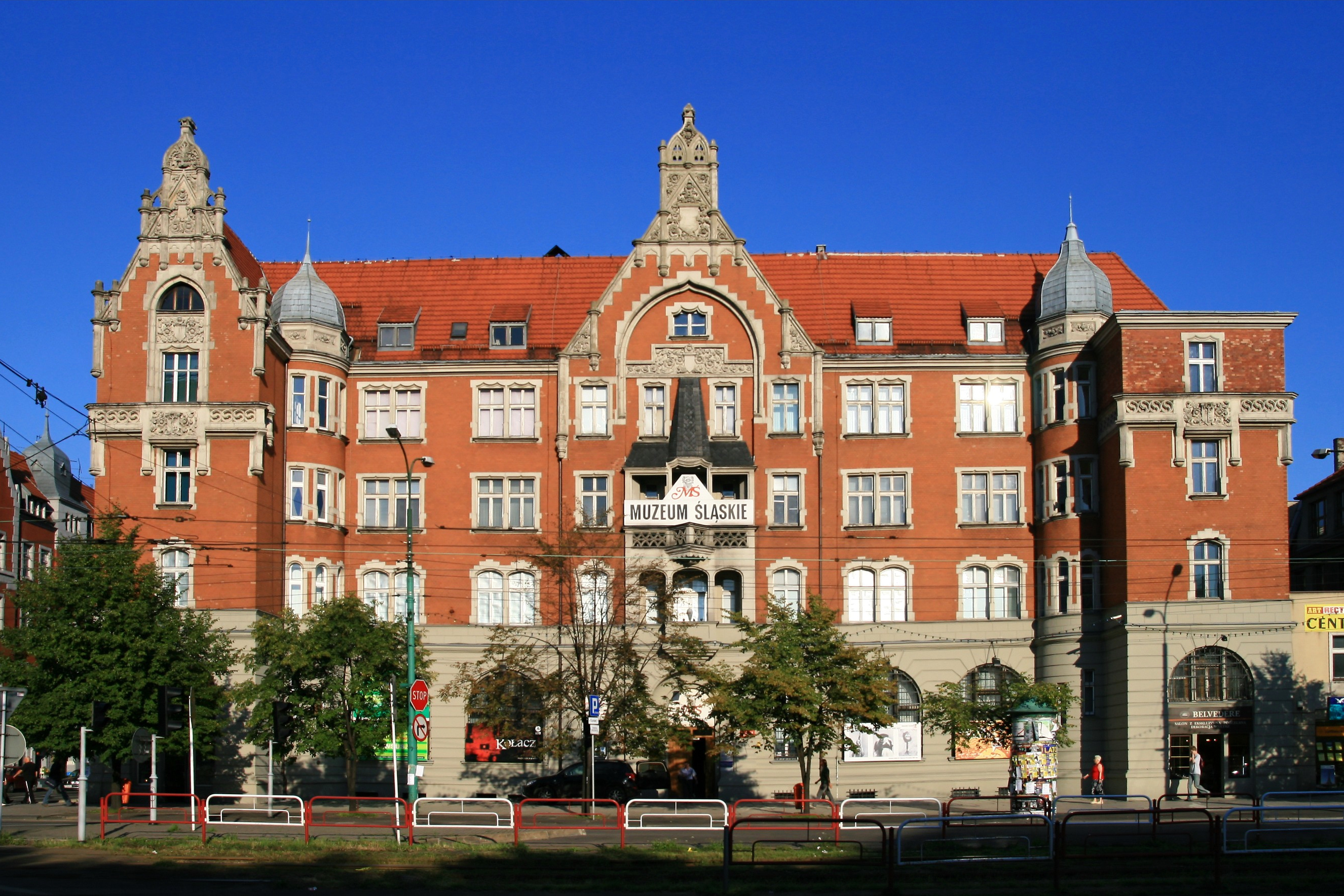
原大酒店，1984-2015年，2018年前博物馆所在地

## 收藏
永久展览：

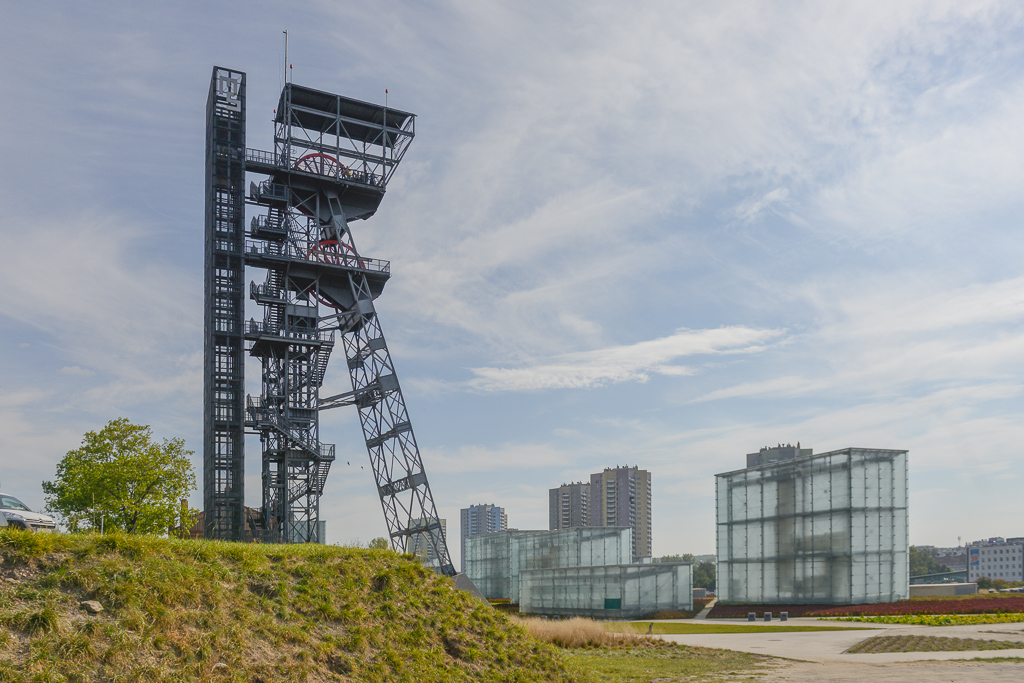
“华沙”矿井塔，现为卡托维兹西里西亚博物馆的一部分

- 上西里西亚历史，以波兰语、英语和德语呈现，解决了该地区的德国文化遗产和与德国的关系等敏感问题——共产党政权时期的禁忌话题[3]
- 波兰艺术，1800-1945年
- 非专业艺术画廊
- 1945年后的波兰艺术
- 托梅克·威尔莫斯基的足迹
- 神圣艺术
- 西里西亚工业
- 剧场空间实验室
- 19-20世纪西里西亚的军火工业

在波兰艺术品中，有斯坦尼斯拉夫·维斯皮安斯基的肖像画、奥尔加·博兹南斯卡、亨利·罗达科夫斯基、扬·马泰伊科、若泽夫·切莫斯基、亚历山大·吉列姆斯基、亚切克·马尔切夫斯基、利昂·维茨科夫斯基、约泽夫·潘基维茨、瓦迪斯瓦夫·波德科溫斯基,和扬·斯坦尼斯瓦夫斯基等艺术家的绘画作品。

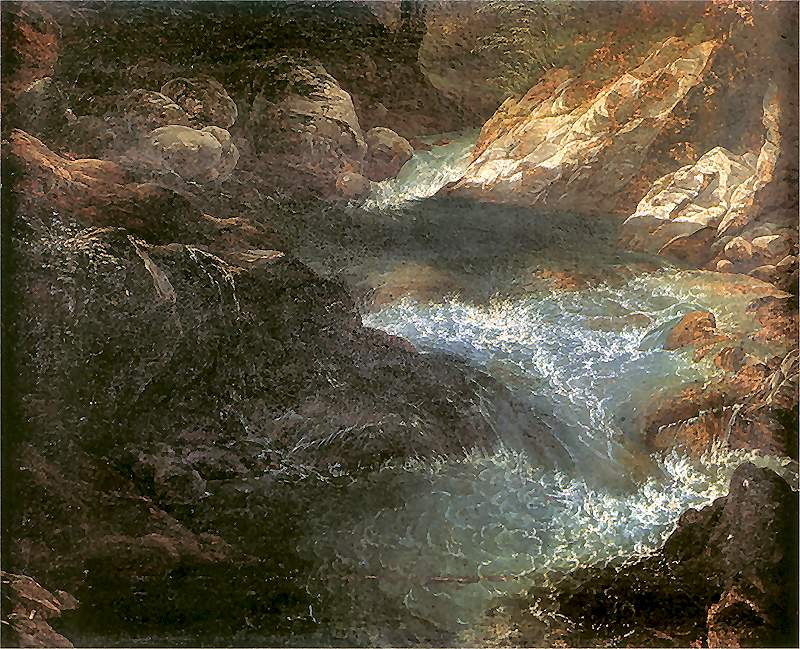
山间溪流, 扬·内波穆森·格沃瓦茨基
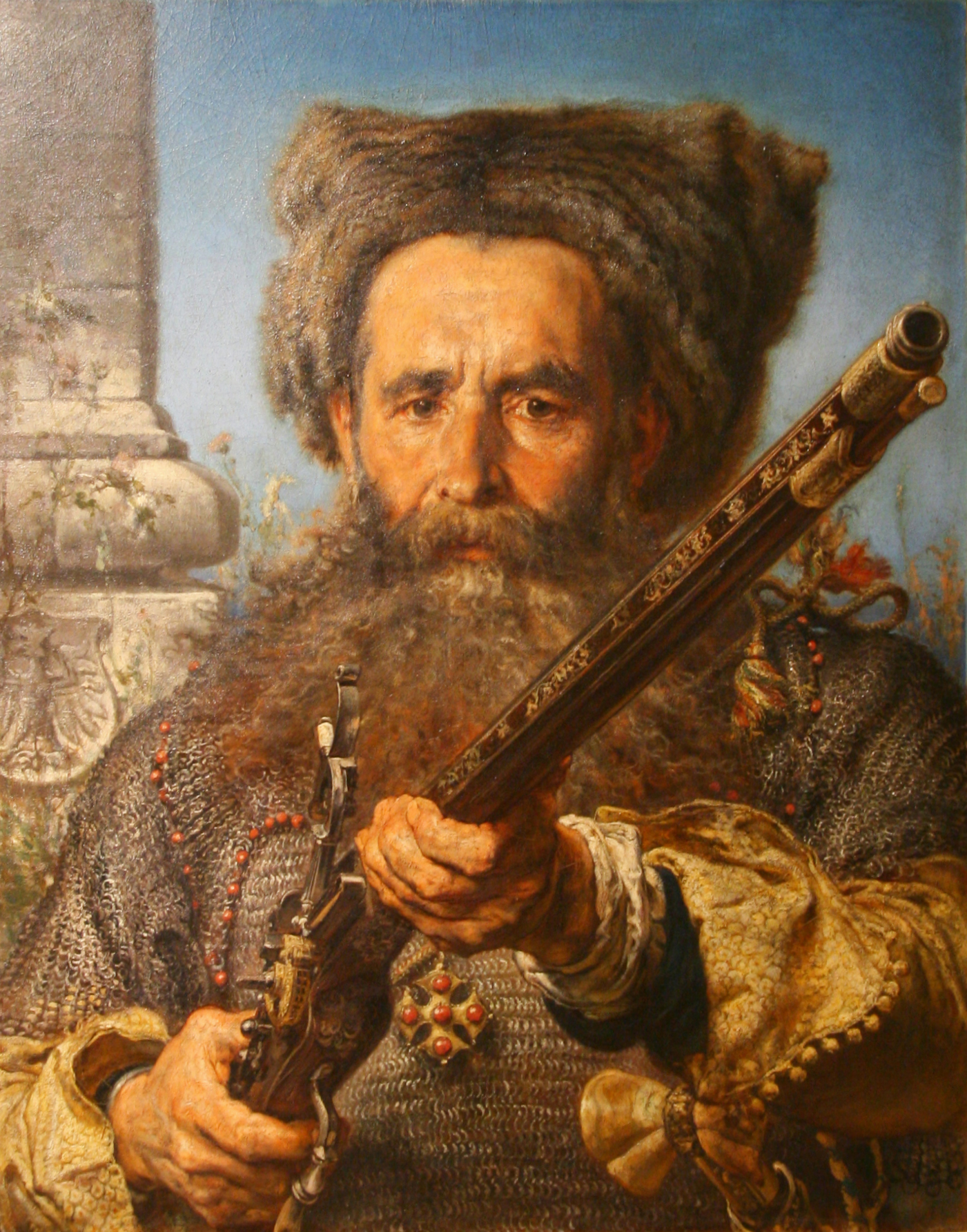
赫特曼·奥斯塔普·达什凯维奇肖像, 扬·马泰伊科
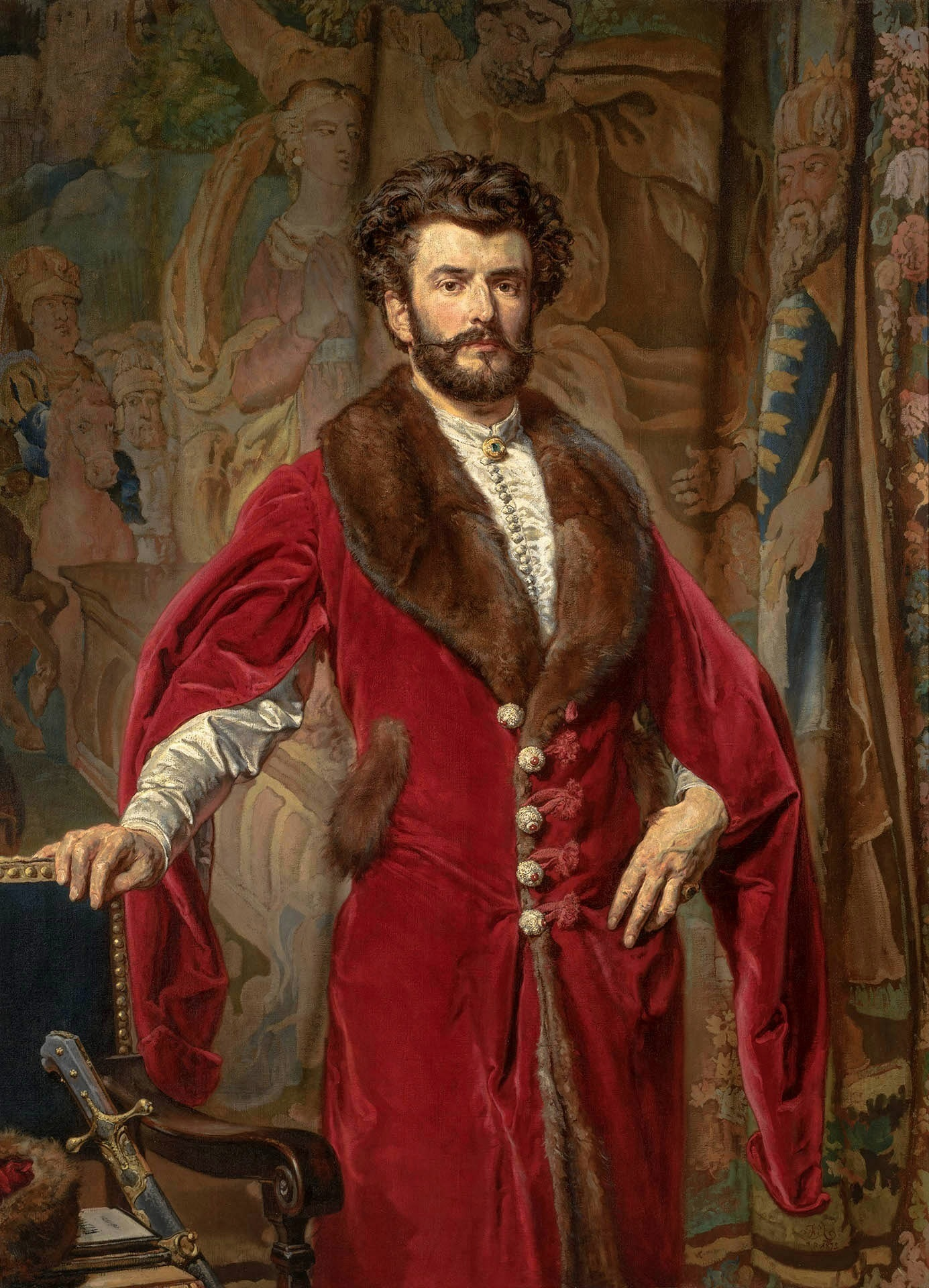
约瑟夫·希孔斯基肖像, 扬·马泰伊科
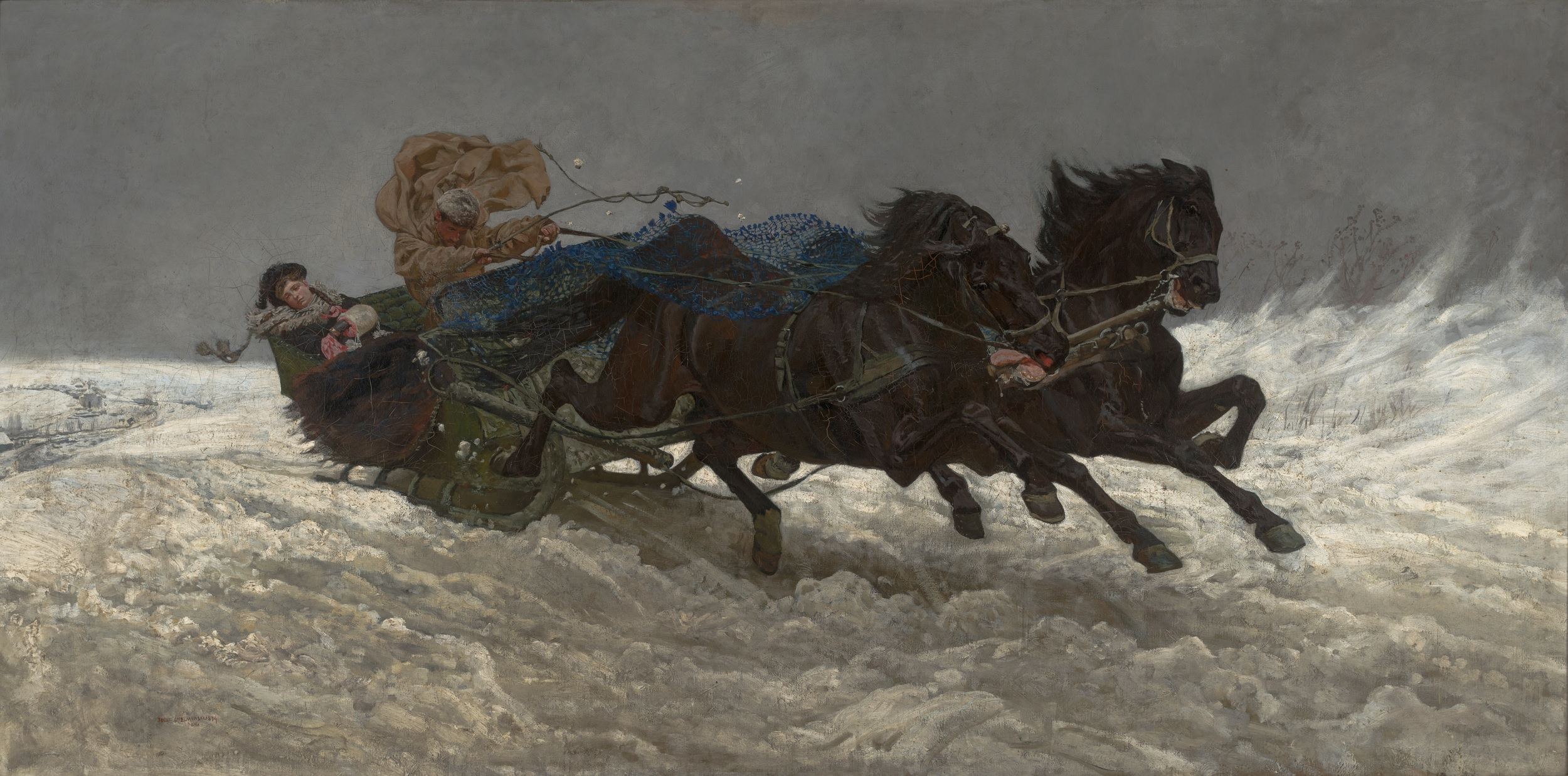
雪橇行,若泽夫·切莫斯基
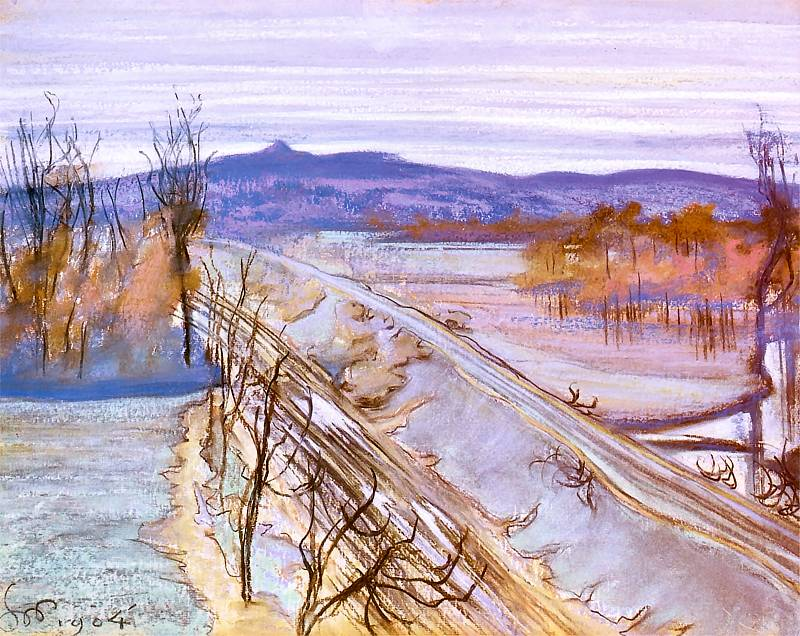
科希乌兹科山丘,斯坦尼斯拉夫·维斯皮安斯基
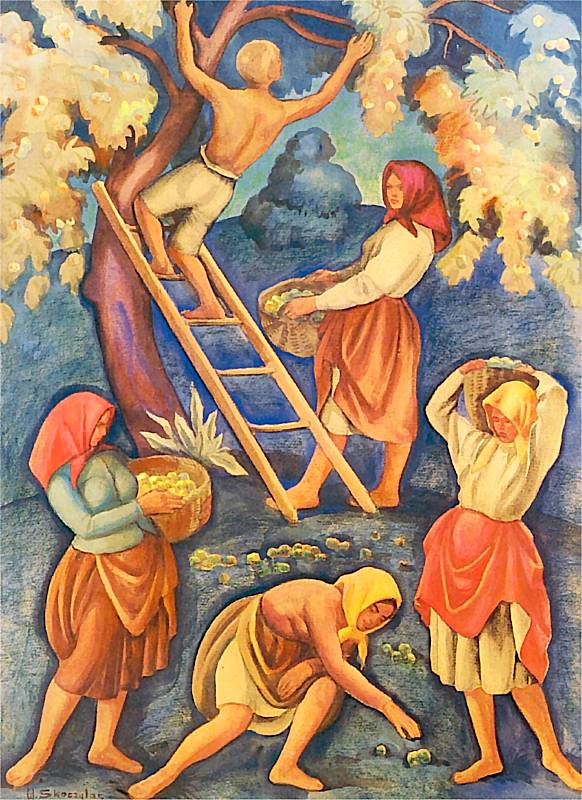
采摘水果,瓦迪斯瓦夫·斯科奇拉斯
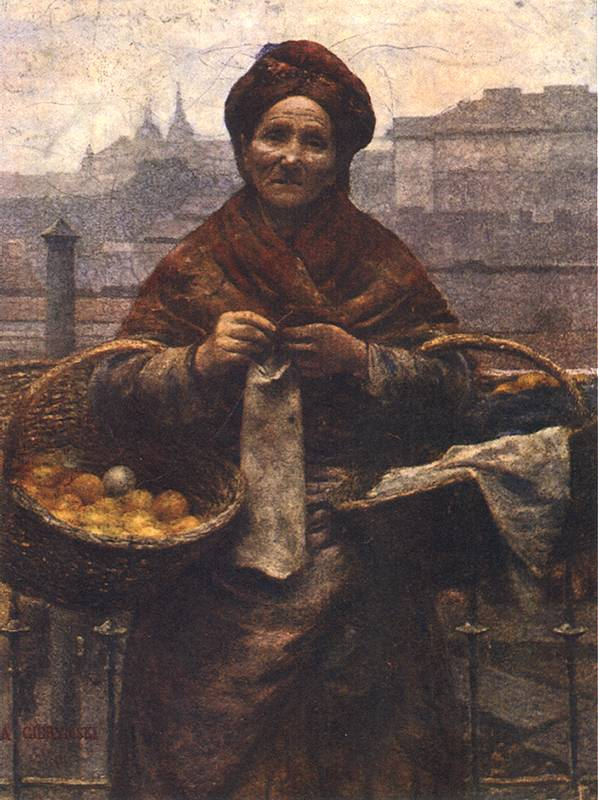
带柠檬的犹太女人，亚历山大·吉列姆斯基
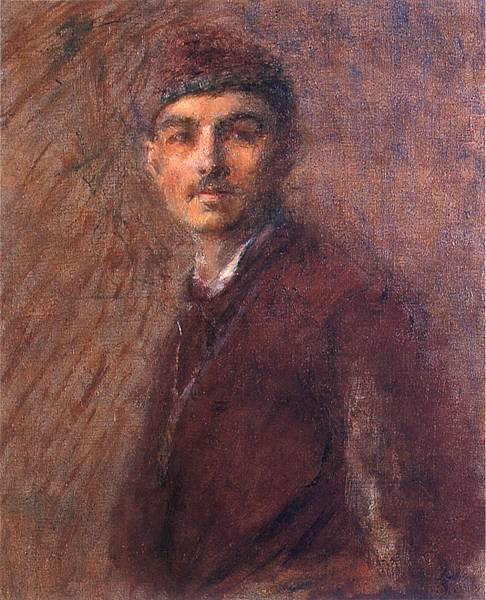
自画像，瓦迪斯瓦夫·波德科溫斯基
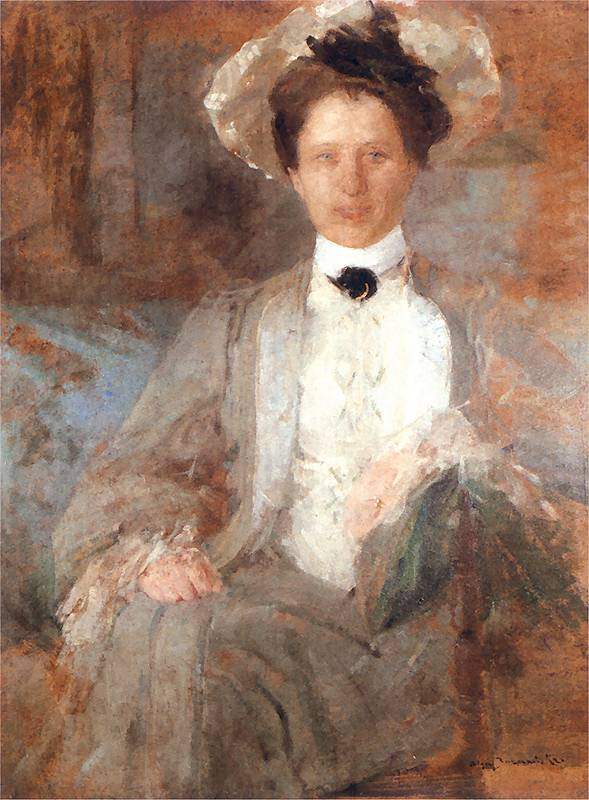
戴帽女士肖像，奥尔加·博兹南斯卡
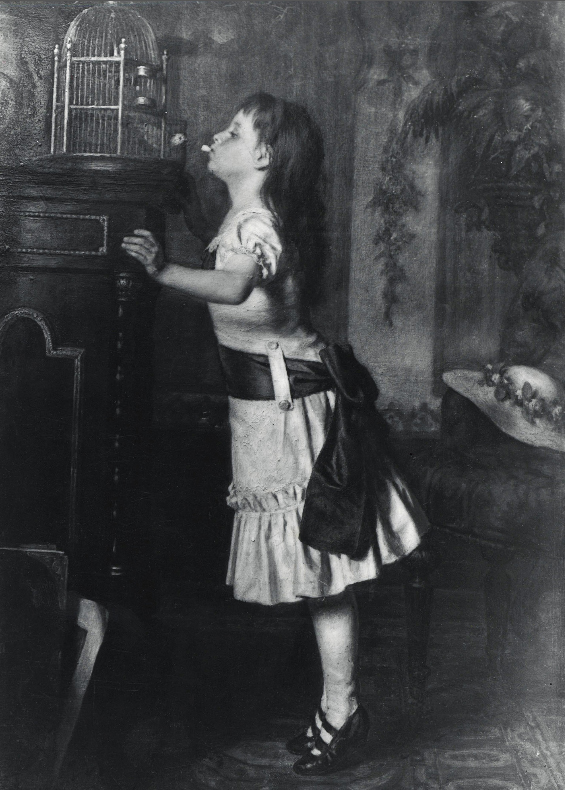
金丝雀女孩, 利奥波德·洛弗勒